# Рудня Лозовская
Рудня Лозовская  (бел. Лозаўская Рудня) — деревня в Рогинском сельсовете Буда-Кошелёвского района Гомельской области Белоруссии.

## География

### Расположение
В 20 км на северо-восток от районного центра и железнодорожной станции Буда-Кошелёвская (на линии Жлобин — Гомель), 53 км от Гомеля.

### Гидрография
На восточной окраине мелиоративный канал, соединенный с рекой Чечёра (приток реки Сож).

## Транспортная сеть
Рядом шоссе Довск — Гомель. Планировка состоит из криволинейной меридиональной улицы, застроенной двусторонне деревянными домами усадебного типа. Небольшая часть застройки размещена за каналом, на востоке от главной улицы.

## История
По письменным источникам известна с конца XIX века как деревня в Меркуловичской волости Рогачёвского уезда Могилёвской губернии. По переписи 1897 года находились: мельница, хлебозапасный магазин. В 1909 году 431 десятин земли.
В 1925 году в Рогинском сельсовете Буда-Кошелёвского района Бобруйского округа. В 1931 году жители деревни вступили в колхоз. Во время Великой Отечественной войны немецкие каратели убили 10 жителей, 33 жителя деревни погибли на фронтах. В 1959 году в составе совхоза «Дербичи» (центр — деревня Дербичи).

## Население

### Численность
- 2018 год — 13 жителей.

### Динамика
- 1881 год — 32 двора, 198 жителей.
- 1897 год — 46 дворов (согласно переписи).
- 1909 год — 301 житель.
- 1925 год — 45 дворов.
- 1959 год — 249 жителей (согласно переписи).
- 2004 год — 34 хозяйства, 58 жителей.